# 奥尔米略斯德卡斯特罗
奥尔米略斯德卡斯特罗，是西班牙卡斯蒂利亚-莱昂萨莫拉省的一个市镇。 总面积71平方公里，总人口408人（2001年），人口密度6人/平方公里。